# Pápula (estomatologia)
Pápula é uma elevação circunscrita de consistência fibrosada, menor que 5mm, de origem epitelial, conjuntiva ou mista, podendo ser séssil, como na estomatite nicotínica, nos grânulos de Fordyce ou pediculada, nas hiperplasias fibrosas inflamatórias e nos papilomas.